# Ataxia arizonica
Ataxia arizonica är en skalbaggsart som beskrevs av Fisher 1920. Ataxia arizonica ingår i släktet Ataxia och familjen långhorningar. Inga underarter finns listade.